# Загроди (Пулавський повіт)
Загроди (пол. Zagrody) — село в Польщі, у гміні Жижин Пулавського повіту Люблінського воєводства.
Населення — 391 особа (2011).
У 1975—1998 роках село належало до Люблінського воєводства.

## Демографія
Демографічна структура станом на 31 березня 2011 року:
|          | Загалом | Допрацездатний вік | Працездатний вік | Постпрацездатний вік |
| -------- | ------- | ------------------ | ---------------- | -------------------- |
| Чоловіки | 192     | 33                 | 127              | 32                   |
| Жінки    | 199     | 33                 | 110              | 56                   |
| Разом    | 391     | 66                 | 237              | 88                   |